# Liste der Baudenkmäler in Mespelbrunn
Auf dieser Seite sind die Baudenkmäler in der unterfränkischen Gemeinde Mespelbrunn zusammengestellt. Diese Tabelle ist eine Teilliste der Liste der Baudenkmäler in Bayern. Grundlage ist die Bayerische Denkmalliste, die auf Basis des Bayerischen Denkmalschutzgesetzes vom 1. Oktober 1973 erstmals erstellt wurde und seither durch das Bayerische Landesamt für Denkmalpflege geführt wird. Die folgenden Angaben ersetzen nicht die rechtsverbindliche Auskunft der Denkmalschutzbehörde.
 Diese Liste gibt den Fortschreibungsstand vom 15. April 2020 wieder und enthält 18 Baudenkmäler.

## Baudenkmäler nach Gemeindeteilen

### Mespelbrunn
| Lage                                               | Objekt                                             | Beschreibung | Akten-Nr.     | Bild                                               |
| -------------------------------------------------- | -------------------------------------------------- | --- | ------------- | -------------------------------------------------- |
| Brunnenwiesen (Standort)                           | Mariensäule                                        | Auf dreistufigem Sandsteinsockel Marienstatue in polygonalem Maßwerkbaldachin, Gusseisen, neugotisch, bezeichnet „1843“ | D-6-71-141-4  | weitere Bilder                                     |
| Franzenbergweg 1 (Standort)                        | Wegkreuz                                           | Gefastes Kruzifix über quaderförmigem Inschriftensockel, Dreinageltypus, Sandstein, bezeichnet „1816“ | D-6-71-141-2  | BW                                                 |
| Hauptstraße 161 (Standort)                         | Ehemalige katholische Pfarrkirche, jetzt Pfarrheim | Unverputzter Bruchsteinbau mit Satteldach, Dachreiter und polygonalem Chor, Sandstein, Heimatstil, 1928 | D-6-71-141-3  | Ehemalige katholische Pfarrkirche, jetzt Pfarrheim |
| Nähe Schloß Mespelbrunn (Standort)                 | Bildstock                                          | Gusseisernes Kruzifix mit vergoldetem Korpus auf Sandsteinsockel, 19. Jh. | D-6-71-141-6  | Bildstock                                          |
| Schlossallee 1a, eingemauert in Fassade (Standort) | Bildstock                                          | Bildstock, über Inschriftensockel Säule mit Kreuzdachaufsatz und rundbogiger Nische, Stein, bezeichnet „1726“ | D-6-71-141-1  | Bildstock                                          |
| Schloßallee 27 (Standort)                          | Ehemaliges Benefiziumshaus                         | Zweigeschossiger massiver traufständiger Halbwalmdachbau mit Eckquaderung, frühes 19. Jh. | D-6-71-141-5  | Ehemaliges Benefiziumshaus                         |
| In Mespelbrunn (Standort)                          | Gruftkapelle St. Maria der Grafen von Ingelheim    | Kleine dreischiffige Basilika mit runder Apsis, Doppelturmfassade und Außentreppen mit Podest, neuromanisch, 1874/75 | D-6-71-141-9  | weitere Bilder                                     |
| Schlosshof 1 (Standort)                            | Wasserschloss Mespelbrunn                          | Dreiflügelanlage über quadratischem Grundriss mit zwei runden Ecktürmen und rundem Bergfried, Bergfried um 1430, Wohnbauten zweite Hälfte 16. Jahrhundert, 1904 durch Friedrich von Thiersch restauriert; mit Ausstattung. (Geschütztes Kulturgut) | D-6-71-141-7  | weitere Bilder                                     |
| Schloßhof 2 (Standort)                             | Forsthaus                                          | Zweigeschossiger giebelständiger aufgesockelter Halbwalmdachbau mit verschindeltem Fachwerkobergeschoss und Eckquaderung, bezeichnet „1729“ | D-6-71-141-8  | Forsthaus                                          |
| Schloßhof 3 (Standort)                             | Nebengebäude                                       | Zweigeschossiger Halbwalmdachbau mit Fachwerkobergeschoss, bezeichnet „1820“ | D-6-71-141-8  | Nebengebäude                                       |
| Schloßhof 5 (Standort)                             | Ehemaliger Pferdestall                             | Zweigeschossiger Walmdachbau mit Fachwerkobergeschoss und Laubengang, frühes 19. Jh. | D-6-71-141-8  | Ehemaliger Pferdestall                             |
| Schloßhof 6 (Standort)                             | Fischerhaus                                        | Zweigeschossiger massiver Satteldachbau mit Eckquaderung, westlich Vorbau mit Freitreppe, 17./18. Jh. | D-6-71-141-8  | Fischerhaus                                        |
| Schloßhof (Standort)                               | Brunnen                                            | Oktogonales Becken auf zweistufigem Sockel, oktogonaler Brunnenpfeiler, 17. Jh., darauf Figur des 19. Jh., Sandstein | D-6-71-141-8  | BW                                                 |
| Sandgut (Standort)                                 | Bildstock                                          | Auf Inschriftensäule Kreuzdachaufsatz mit Rundbogennische, Sandstein, wohl 19. Jh. | D-6-71-141-10 | BW                                                 |
| Nähe Kapellenweg (Standort)                        | Marienkapelle                                      | Kleiner verputzter Saalbau mit Satteldach, um 1853 | D-6-71-141-11 | BW                                                 |
| Nähe Kapellenweg (Standort)                        | Dreifaltigkeitskapelle                             | 1895 | D-6-71-141-11 | BW                                                 |

### Hessenthal
| Lage                           | Objekt                                                | Beschreibung | Akten-Nr.     | Bild           |
| ------------------------------ | ----------------------------------------------------- | --- | ------------- | -------------- |
| Am Weg zur Hohen Warte ()      | Bildstock                                             | nicht nachqualifiziert, im Bayerischen Denkmal-Atlas nicht kartiert                                                                                     | D-6-71-141-14 |                |
| Waldabteilung Busch ()         | Bildstock                                             | 1911 nicht nachqualifiziert, im Bayerischen Denkmal-Atlas nicht kartiert                                                                                | D-6-71-141-16 |                |
| Am Fauldellenweg ()            | Bildstock                                             | 1920 nicht nachqualifiziert, im Bayerischen Denkmal-Atlas nicht kartiert                                                                                | D-6-71-141-17 |                |
| Herrnbildweg 4 (Standort)      | Feldkapelle Unser Herren Bild                         | Saalbau, kleiner massiver Satteldachbau, bezeichnet „1670“                                                                                              | D-6-71-141-15 | weitere Bilder |
| Hauptstraße 42 (Standort)      | Kirchenburg mit zwei Wallfahrtskirchen, Gnadenkapelle | Kleiner Saalbau mit Satteldach, Eckquaderung, Dachreiter und polygonalem Chor, 1454, mit Torhaus des 17. Jh. verbunden                                  | D-6-71-141-12 | weitere Bilder |
| Hauptstraße 42 (Standort)      | Katholische Wallfahrtskapelle Unserer Lieben Frau     | Begräbniskirche der Familie Echter von Mespelbrunn, massiver Saalbau mit Walmdach und Dachreiter, Chor 1439, Langhaus um 1600                           | D-6-71-141-12 | weitere Bilder |
| Hauptstraße 42 (Standort)      | Katholische Wallfahrtskirche St. Maria                | Erweiterungsbau, Wandpfeilersaal mit flachem Satteldach, eingezogenem Chor und separatem Turm mit Spitzhelm, von Hans Schädel, 1954/55, mit Ausstattung | D-6-71-141-12 | weitere Bilder |
| Hessenthaler Weg 22 (Standort) | Bildstock                                             | Auf Inschriftensockel gefaster Pfeiler mit dreiseitigem Satteldachaufsatz und Reliefs in flachen Nischen, Sandstein, bez. 1870                          | D-6-71-141-13 | Bildstock      |
| Würzburger Straße 9 (Standort) | Gasthof Zur Post                                      | Straßenseitig eingeschossiges traufständiges massives Gebäude mit Halbwalmdach, 1801-1819.; Wilhelm Hauffs Wirtshaus im Spessart (1827/28)              | D-6-71-141-18 | weitere Bilder |